# Aoplus cestus
Aoplus cestus är en stekelart som först beskrevs av Cresson 1877.  Aoplus cestus ingår i släktet Aoplus och familjen brokparasitsteklar. Inga underarter finns listade i Catalogue of Life.